# Kulturystyka na World Games 1997
Wyniki zawodów kulturystycznych rozegranych podczas World Games 1997. Zawody te odbyły się w dniach 8 - 9 sierpnia.

## Mężczyźni

### 65 kg
- 1.  Anwar el-Amawy
- 2.  Mohamed Abdel el-Aziz
- 3.  José Carlos Santos

### 70 kg
- 1.  Toshiko Hirota
- 2.  Chris Faildo
- 3. ?

### 75 kg
- 1.  Kim Jun-Ho
- 2.  Juha Hakala
- 3.  Ahmed al-Sayed

### 80 kg
- 1.  Kester Pasche
- 2.  Johnny Steward
- 3.  Yrjö Jokela

### 90 kg
- 1.  Milton Holloway
- 2.  Ingo Fischer
- 3.  Janos Lantos

### +95 kg
- 1.  Walter Lettner
- 2.  Peter Keränen
- 3.  Olegas Zuras

## Kobiety

### 52 kg
- 1.  Utako Mizuma
- 2.  Katja Rydström
- 3.  Heike Jung

### 57 kg
- 1.  Barbara Furer
- 2.  Rita Rinner
- 3. ?

### +57 kg
- 1.  Michaela Baumer
- 2.  Pauliina Kosola
- 3.  Anne Oksanen